# Denis Ulanov
Denis Ulanov (n. 4 aprilie 1976, Chișinău, RSS Moldovenească, URSS) este un jurist, avocat și politician din Republica Moldova, deputat în legislatura a XI-a a Parlamentului Republicii Moldova, ales pe listele Partidului „ȘOR”.

## Educație
În anii 1993-1997, Denis Ulanov a studiat la Universitatea de Studii Umanistice, Facultatea Drept, devenind jurist în drept internațional.

## Carieră

### Drept și avocatură
Ulanov a fost consilier juridic principal la SRL „Triada” (1998-2001) și SRL „Moldauditing” (2001-2007), șef al serviciului juridic la SA „Triada-Holding” (2001-2008) și managing partner la Compania juridică „Legalarte” SRL (2007-2013). În 2007 a fost înregistrată compania „Cabinetul avocatului Ulanov Denis”, în cadrul căreia Ulanov a practicat avocatura în perioada anilor 2011-2019. Pe parcursul anilor 2007-2019, el a fost și mandatar autorizat în proprietate industrială, domeniul protecției mărci, desene și modele industriale, fiind certificat de AGEPI.
De asemenea, Ulanov este membru al Consiliului de administrare al companiei Klassika Asigurări și asociat al trei SRL-uri.
El este unul dintre apărătorii lui Ilan Șor în dosarul penal privind „Furtul miliardului”. Cabinetul de avocați al lui Ulanov a fost contractat și de Banca de Economii pentru prestarea serviciilor juridice privind încasarea datoriilor, inclusiv în timp ce Șor era președintele Consiliului de administrate al băncii, implicate în scoaterea în off-shore a circa un miliard de dolari. De asemenea, numele lui Ulanov este menționat în documente #PanamaPapers, fiind identificat ca parte implicată în preluarea unor active ale întreprinderii de stat Aroma.
În 2020, omul de afaceri Veaceslav Platon, condamnat pentru rolul esențial pe care l-a avut în „Furtul miliardului”, a aruncat responsabilitatea pe umerii lui Andrian Candu și Ulanov, susținând că cel din urmă „s-a ocupat de toată partea organizatorică”. Ulanov a negat toate acuzațiile, afirmând că ele au fost făcute deoarece în anul 2012 a refuzat oferta lui Platon de a face parte din echipa sa de avocați.

### Activitate politică
Jardan este membru al biroului permanent central al Partidului „ȘOR” începând cu 2016. La alegerile parlamentare din 2019, a devenit deputat în parlament datorită poziției sale în lista de partid. A participat și în alegerile locale din Chișinău din 2019, câștigând un mandat de consilier municipal. A decis însă să rămână deputat și a cedat mandatul în CMC colegului său de partid Serghei Butgudji.

## Viață personală
Denis Ulanov este căsătorit și are doi copii. Este domiciliat în municipiul Chișinău. Cunoaște limbile rusă, română și engleză.